# Maria Anna Bleeker
Maria Anna Bleeker (* 25. Juni 1885 in Groningen; † 13. September 1918 in Muiden) war eine niederländische Malerin.

## Leben
Maria Anna Bleeker wurde am 25. Juni 1885 in Groningen geboren. Ihr Vater war Hillebrand Jacob Bleeker und ihre Mutter Lambertha ten Cate.
Bleeker studierte an der Academie Minerva in Groningen und der Koninklijke Academie van Beeldende Kunsten in Den Haag. Sie war Schülerin von Marie de Jonge und Paul Bodifée, zumeist malte sie Stillleben, insbesondere Blumenstillleben. Auch Radierungen von ihr sind bekannt. Sie nahm 1913 an der Ausstellung „Die Frau“ in Amsterdam teil.
Sie und ihr Vater starben am 13. September 1918 bei dem Eisenbahnunfall von Weesp und wurde im Familiengrab in Lochem bestattet.